# Пархомовка (Винницкая область)
Пархомовка (укр. Пархомівка) — село на Украине, находится в Ильинецком районе Винницкой области.
Код КОАТУУ — 0521288006. Население по переписи 2001 года составляет 473 человека. Почтовый индекс — 22725. Телефонный код — 4345.
Занимает площадь 1,919 км².

## Адрес местного совета
22724, Винницкая область, Иллинецкий р-н, с.Хреновка ул.Первомайская, 92